# Horn (Limbourg néerlandais)
Pour les articles homonymes, voir Horn.
Horn (en limbourgeois Häör) est un village néerlandais situé dans la commune de Leudal, dans la province du Limbourg néerlandais. Le 1er janvier 2007, le village comptait 3 972 habitants.

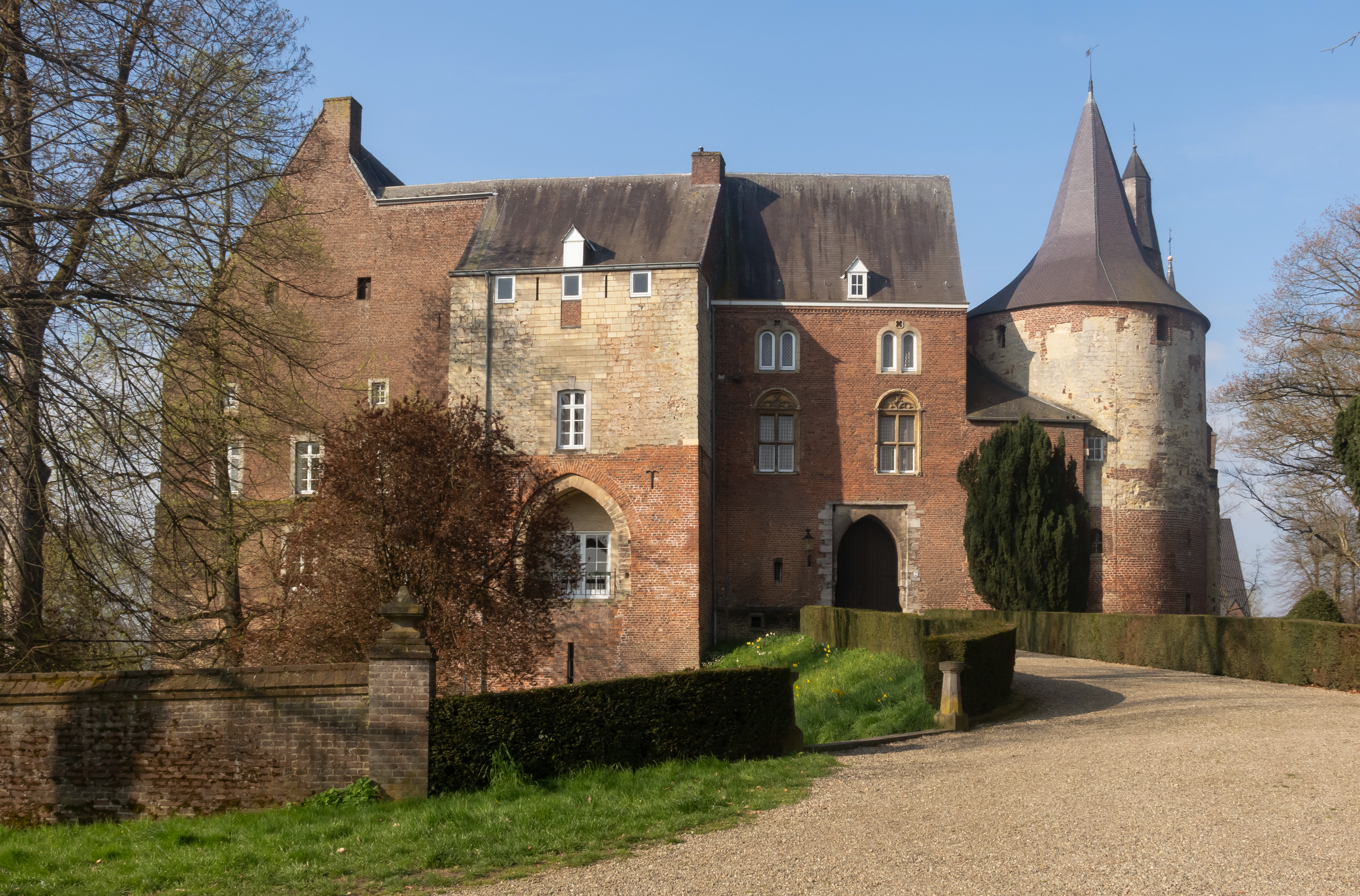
Château : kasteel Horn

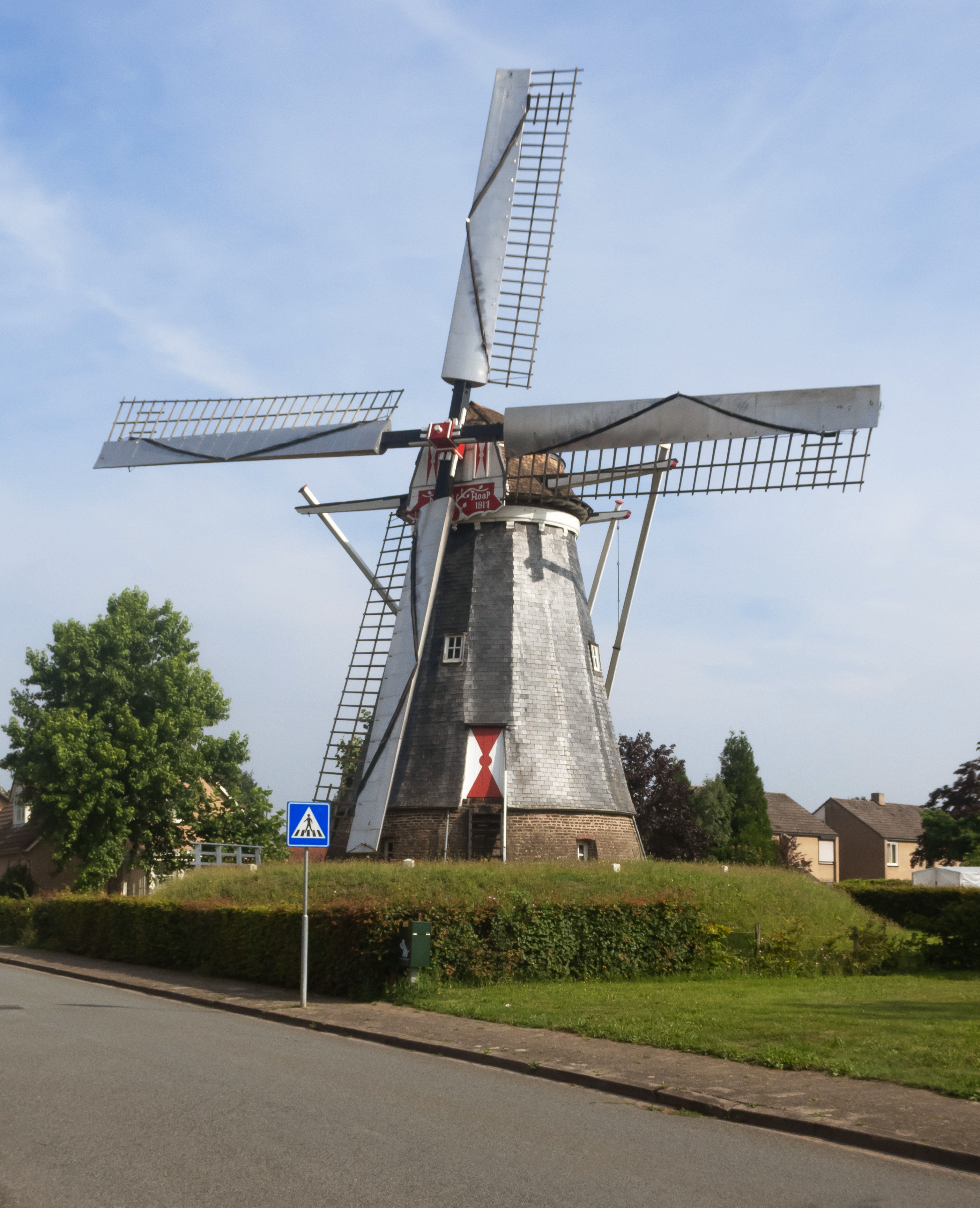
Moulin : molen de Hoop

## Histoire
Du XVe au XVIIIe, Horn était le centre du Comté de Horn. De cette histoire subsiste aujourd'hui encore le Château de Horn.
Le 1er janvier 1991, la commune de Horn perd son indépendance. Elle est alors rattachée à la commune de Haelen.